# بلوغ (إنسان)

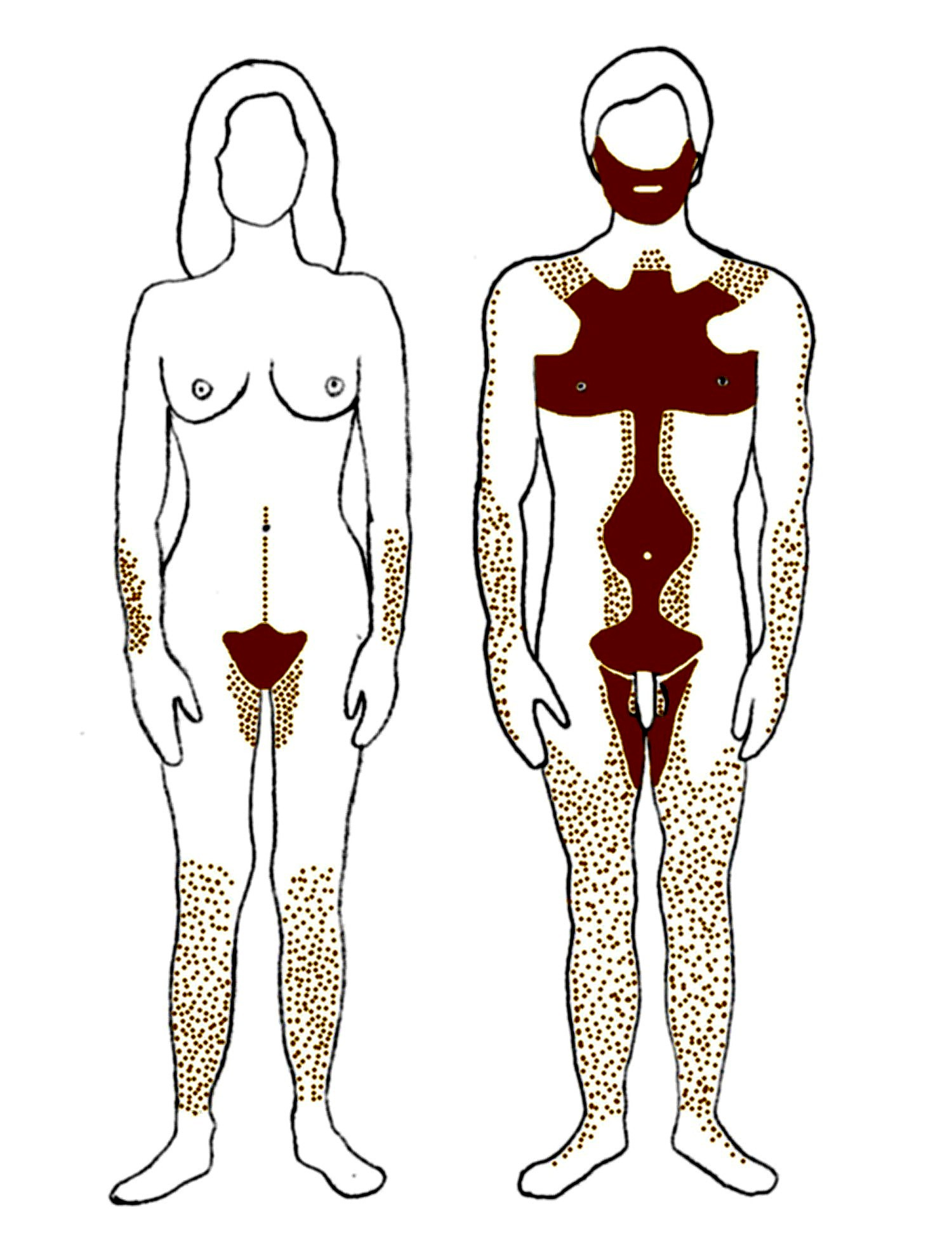
توزيع الشعر في جسم الإنسان بعد البلوغ

البلوغ هو مجموعة من التغيرات الجسدية ينضج فيها جسم الطفل ليصبح بالغاً قادراً على التكاثر الجنسي. تبدأ هذه العملية بفعل إشارات هرمونية من الدماغ إلى الغدد التناسلية، وهي الخصيتان في الذكر والمبيض في الأنثى. وردّاً على تلك الهرمونات، تنتج الغدد التناسلية هرمونات منبهة للرغبة الجنسية وللنمو، وتعمل على تشكيل وتغيير كل من، الدماغ والعظام والعضلات والدم والبشرة والشعر والصدر والأعضاء الجنسية. يتسارع النمو الجسدي -طولاً وعرضاً- بشكل مضطرد في النصف الأول من مرحلة البلوغ، وتكتمل عند تطور الجسد البالغ بشكله النهائي. وإلى أن تنضج قدرات الذكر والأنثى التناسلية، فإن الاختلافات الجسدية الظاهرة ما قبل البلوغ تنحصر في الأعضاء الجنسية الخارجية فقط.
تبدأ الفتيات بالبلوغ في سن 10-12 عاماً بالمعدل، وينهين بلوغهن في عمر 15-17. العلامة الرئيسية في بلوغ الأنثى هي بدء الإحاضة، وتظهر غالباً في عمر 12-13، وعند الذكور فعلامة البلوغ هي القذف لأول مرة، وتحصل عادةً في عمر 13 سنة. انخفض سن البلوغ في القرن الحادي والعشرين مقارنةً بالقرن التاسع عشر، إذ كان سن البلوغ 15 للفتيات و 16 للذكور. يمكن إيعاز هذا الأمر إلى عدد من العوامل، منها التحسن الذي لحق بالتغذية فأدى إلى نمو أسرع للجسد، وإلى طوله ووزنه، أو التعرض إلى مسببات اضطراب الغدد الصماء كالإستروجين الأجنبي، التي ترتبط بالتغذية والعوامل المناخية. البلوغ الذي يبدأ قبل أوانه يسمى عادة ببلوغ مبكر، وأما الذي يأتي متأخراً فهو تأخر البلوغ.
من بين التغيرات الشكلية إلى جانب التغير في الحجم والتكوين ووظائف الجسد، هي الخصائص الجنسية الثانوية، كامتلاء جسد الطفل، من بنت إلى امرأة ومن ولد إلى رجل.
يمكن للتربية الجنسية الشاملة أن تساهم في فهمٍ أفضل لهذه العملية لدى المراهقين.

## الاختلاف بين بلوغ الذكر والأنثى

خط زمني تقريبي في مراحل تطور الطفل والمراهق، البلوغ باللون الأخضر

1 هرمون منشط للحوصلة - FSH
2 هرمون منشط للغدة الصفراء - LH
3 بروجسترون
4 إستروجين
5 تحت المهاد
6 غدة نخامية
7 مبيض
8 حمل
9 تستوستيرون
10 خصية
11 منشط
12 برولاكتين - PRL

اثنان من أكثر الاختلافات الملحوظة بين بلوغ الذكر والأنثى هما العمر عند البدء، والهرمون التناسلي المرتبط بالبلوغ، التستوستيرون والإستروجين.
بالرغم من أن هنالك أعماراً عدة طبيعية لبدء البلوغ، إلا أن الفتيات غالباً يبدأن بلوغهن في العاشرة أو الحادية عشر من عمرهن، أما الفتية فيبدأون بين 11-12. وتكمل الفتيات بلوغهن في عمر 15-17، أما الفتية فبين 16 حتى 17.
تحقق الفتيات نضجاً تناسلياً بعد أربعة أعوام تقريباً بعد أول تغير جسدي يظهر في فترة البلوغ. وفي المقابل يستمر نمو الذكر حوالي 6 أعوام بعد أول تغيرات جسدية ظاهرة. أي زيادة في الطول بعد فترة البلوغ هو أمر غير شائع.
هرمون أندروجين يسمى بالتستوستيرون هو الهرمون الجنسي الأساسي عند الذكور. يؤدي إنتاج التستوستيرون في الجسم إلى تغيرات جسدية لدى الذكور توصف بأنها عمليات تذكير، وأحد نواتج أيض التستوستيرون في الذكور هو الإستارديول. تحويل التستوستيرون إلى إستارديول يعتمد على كمية الدهون في الجسم، ومعدلات الإستارديول في الذكر تقل عن نسبتها في الأنثى. النمو المفاجئ في الذكور يتأخر عنه في الإناث، ويتسارع بشكل أبطأ من الإناث، وتستمر لفترة أطول إلى أن تلتحم المشاش. بالرغم من أن الذكور يكونون أقصر من الإناث بحوالي 2 سم بالمعدل قبل البلوغ، إلا أن الرجال البالغين أطول بحوالي 13 سم بالمعدل من النساء البالغات، ويرجع أغلب ذلك الفرق في الطول إلى تأخر فترة النمو المفاجئ وإلى بطئ عملية النمو في الذكور، ويعود بطؤ عملية النمو إلى قلة مستويات الإستراديول في الذكر.
الهرمون الذي يحكم نمو الأنثى هو إستروجين يسمى بإستراديول. بالإضافة إلى أن الإستراديول يحفز نمو الصدر والرحم، فهو يعمل كهرمون رئيسي في النمو أثاء البلوغ وفي نضج المشاش وربطها. معدلات الإستراديول ترتفع مبكراً عند الأنثى وتصل إلى مستويات أعلى من الرجل.
النضج الهرموني عند الإناث أعقد من عند الذكور. تلعب الهرمونات الستيرويدية الرئيسية (التستوستيرون، إستراديول، بروجسترون، برولاكتين) دوراً حيوياً مهماً في عملية البلوغ. نشأة الهرمونات الجنسية الستيرويدية عند الأنثى تبدأ بإنتاج التستوستيرون، الذي يتحول سريعاً إلى إستراديول في المبيض. إن معدلات تحول التستوستيرون إلى إستراديول (يتحكم بها تناسب (FSH/LH) التي تنشأ في بداية فترة البلوغ هي أمر فردي، مما يؤدي إلى اختلاف بائن في أنماط الخصائص الجنسية الثانوية. إنتاج البروجسترون في المبيض يبدأ مع تطور دورة المبيض في الفتاة (أثناء الطور الأصفري من الدورة)، تنتج كميات قليلة من البروجسترون قبل البلوغ في الغدد التناسلية في الذكر والأنثى.

## التغيرات في الذكور

نمو القضيب والخصية بالمل حسب مقياس تانر

### الحجم والتذكير
أول ما يبدو في مرحلة البلوغ عند الذكور هو نمو حجم الخصيتين (وتسمى أيضاً غدد جنسية). يتغير حجم الخصيتان قليلاً في فترة ما قبل البلوغ من عمر سنة حتى بداية المرحلة، ويصبح حجمها بالمعدل 3 سم طولاً و 1.5 حتى 2سم عرضاً. حجم الخصية هو أحد مؤشرات مرحلة تانر للأعضاء الذكرية، من المرحلة الأولى التي تمثل أقل من 1.5 مل حتى المرحلة الخامسة التي تمثل فيها الخصية حجماً يصل إلى 20 مل. يصل حجم الخصية إلى أقصاه بعد 6 سنوات من بدئ البلوغ، بعد أن يكبر حجم الخصية في عام كامل، يزداد طول وعرض القضيب، وتكبر حشفة القضيب والجسم الكهفي للقضيب لتصل إلى الحجم البالغ، هنالك تنوع كبير في حجم الخصية عند الإنسان إلا أن المتوسط هو 18-20سم3.
لدى الخصيتان دوران مهمان، وهما إنتاج الهرمونات وإنتاج الحيوانات المنوية. تنتج الخلايا البينية التيستوستيرون، الذي يسبب بدوره أغلب التغيرات في مرحلة البلوغ. أغلب كتلة نسيج الخصيتان هي أنسجة لإنتاح حيوانات منوية، (خلايا بينية وخلايا ستيرولي). يمكن العثور على الحيوانات المنوية عند التبول صباحاً عند أغلب الفتية البالغين في عامهم الأول، وأحياناً أبكر. بالمعدل، يصل الطفل إلى الخصوبة عند سن 13 عاماً، إلا أن التذكير الكامل لا يأتي إلا في سن 14-16.

[بحاجة لمصدر]

### البنية العضلية وشكل الجسم
بنهاية مرحلة البلوغ، يملك الرجال عظاماً أثقل وضعف كمية العضلات المرتبطة بالعظام. بعض العظام (كالكتف والفك) تنمو بشكل أكبر بكثير، مما يؤدي إلى اختلاف واضح بين شكلي الهيكل العظمي الذكري والأنثوي. يملك الذكر البالغ 150% من كتلة الجسم التي لدى الأنثى و 50% من الكتلة الدهنية.
تنمو العضلات غالباً في المراحل الأخيرة في فترة البلوغ، ويستمر نموها إلى ما بعد إتمام الفتية بلوغهم، معدل نمو العضلات يصل إلى ذروته بعد عام من ما يسمى ب«طفرة النمو».
غالباً تنمو دهون نسيج الصدر والحلمات للذكر أثناء فتره البلوغ، أحياناً، قد تنمو بشكل غير لائق وتسمى هذه الظاهرة بتثدي الرجل، إلا أن هذه الظاهرة مؤقتة غير دائمة

### رائحة الجسم وحب الشباب
ارتفاع معدلات الأندروجين قد تؤدي إلى تغير المكونات الدهنية في العرق، مما يؤدي إلى رائحة جسم بالغ، كما في الفتيات، فإن زياد الأندروجين تؤدي إلى زيادة إفراز الزيوت من البشرة مما يؤدي إلى ظهور كميات مختلفة من حب الشباب. لا يمكن منع أو مقاومة حب الشباب بسهولة، إلا أنها عادة ما تختفي عند نهاية مرحلة البلوغ، كذلك فليس من الغريب أن يتعرض البالغون إلى نوبة متقطعة من الحب، إلا أنها أقل حدة منها عند المراهق، البعض قد يستخدم وصفات لكريمات استوائية للحفاظ على البشرة من أن تسوء حالتها، أو حتى إلى أدوية فموية، وذلك يرجع إلى صعوبة حب الشباب النفسية وتسببها في بعض الندب. [بحاجة لمصدر]

### الانتصاب
طبياً، يُعرف الانتصاب أثناء النوم أو عند الاستيقاظ مبكراً بالتورم الليلي للقضيب أو الانتصاب الصباحي. يمكن للقضيب أن ينتصب أثناء النوم، وعادة ما يستيقظ الرجال والفتية البالغين منتصبين. عندما يبلغ الفتى سن المراهقة، يحدث معه الانتصاب بوتيرة أعلى بسبب البلوغ. يمكن للانتصاب أن يحدث تلقائياً في أي وقت في اليوم، ويمكنها أن تظهر من خلف الملابس، ويمكن إخفاء هذه الحالة بارتداء ملابس تحتية بحجم الجسم تماماً وارتداء قمصان أطول وبناطيل فضفاضة أكثر. الانتصاب شائع لدى الأطفال الذكور والرضع، وقد تحدث قبل الولادة حتى، الانتصاب التلقائي (يعرف كذلك بالانتصاب غير المرغوب أو اللاإرادي) هو أمر عادي، بعض هذه الحالات قد تكون محرجة في العلن كالمدرسة أو غرفة المعيشة.

### سحب القلفة
أثناء البلوغ أو قبله، حافة وفتحة القلفة عند الطفل تصبح أعرض، لتصبح قادرة على أن تنزل أسفل القضيب وخلف الحشفة، هذه العملية يجب أن تكون عادة بلا ألم أو صعوبة. الغشاء الذي يغلف أسفل القلفة الملامس للحشفة ينفصل ويسمح للقلفة أن تنفص عن الحشفة. شيئاً فشيئاً تصبح القلفة قابلة للسحب أكثر.
وجد أوستر (Øster) عام 1968 في بحث له أن عن بداية البلوغ واكتماله، أن نسبة تراجع القلفة عند الذكور تزيد، ففي سن 12-13، وجد أن 60% فقط من الذكور قادرين على سحب قلفتهم، وزادت هذه النسبة حتى 85% في سن 1-15، و 95% عند سن 16-17. ووجد أيضاً أن 1% فقط من الذين لم يكونوا قادرين على سحب القلفة بالكامل تعرضوا إلى تضيق القلفة في عمر 14-17، أما الباقية فكانوا قادرين جزئياً على ذلك. دعم ذلك البحث بحث آخر لكايبا إت أل (Kayaba et al ) عام 1996 على عينة من 600 طفل،  وإيشيكاوا وكاواكيتا ( Ishikawa and Kawakita) عام 2004 وجدوا بأنه في عمر 15 سنة، فإن 77% من عينتهم من الأطفال كانت قادرة على سحب القلفة، بوجيه (Beaugé) 1997 نشر أن الفتية يمكنهم أن يساعدوا في تطور عملية سحب القلفة عن طريقة الحك اليدوي لها.
عندما يصبح الفتى قادراً على سحب قلفته، تصبح مهمة النظافة بالقضيب أمراً ضرورياً من الروتين اليومين. وبالرغم من أن الأكاديمية الأمريكية لطب الأطفال قالت بأنه «الأدلة ضعيفة بما يخص ارتباط الختان ونظافة الأعضاء التناسلية»، إلا أن العديد من الدراسات توضح بأنه يجب تثقيف الأطفال عن دور النظافة، وأهمية سحبهم للقلفة أثناء التبول، والغسل حولها وفيها في كل فرصة أثناء الاستحمام. الغسل المنتظم تحت القلفة يقلل من خطر الإصابة بأمراض متعددة بالقضيب كما جاء في بحث لكروجر وأوزبورن (Krueger and Osborn) عام 1986، وأبلغ بيرلي إت أل (Birley et al) عام 1993 أن التنظيف المفرط بالصابون يجب أن يتجنب لأنه يجفف الزيوت الخارجة من النسيج ويسبب أمراضاً جلدية متنوعة.

### شعر العانة
يظهر شعر العانة غالباً بعد فترة قصيرة من بدئ نمو الأعضاء التناسلية. يظهر شعر العانة في البداية على الجزء الخلفي (البطني) من قاعدة القضيب، الشعر الأول تصف المرحلة 2 في مراحل تانر. ويصل إلى المرحلة 3 بعد 6-12 شهراً، عندما يصبح الشعر أكثر من أن يعد. عند المرحلة 4 يملأ الشعر مثلث العانة بكثافة. وفي المرحلة 5 ينتشر الشعر حتى الفخذ وخلف وأمام السرة كجزء من تكوين شعر البطن.

### شعر الوجه والجسم

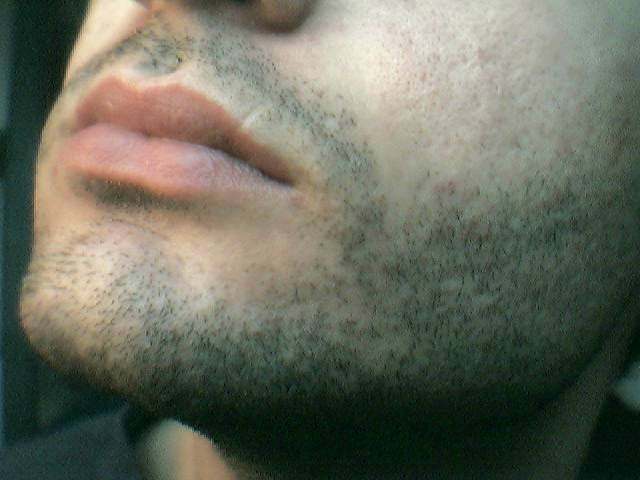
شعر الوجه عند الذكر.

في الأشهر والسنوات اللاحقة من ظهور شعر العانة، تستجيب أجزاء أخرى من الجلد للأندروجين وقد تنتج شعراً للجسد، التسلسل في ظهور الشعر هو، الإبط ثم الدبر ثم الشارب ثم السالف ثم الحلمة ثم اللحية. في أغلب البشر، هذا الترتيب قد يختلف بين الأفراد، شعر الذراع والرجل والصدر والبطن والظهر يزداد ويصبح أكثف تدريجياً. هنالك اختلاف كبير في كمية الشعر ووقت ظهوره بين الأعراق المختلفة. شعر الوجه يظهر عادة في نهاية سن المراهقة، وقد لا يظهر حتى سن متأخرة. شعر الوجه يزداد خشونة واغمقاقاً وكثافةً بعد 2-4 أعوام من البلوغ. بعض الرجال لا يظهر عندهم شعر على الوجه حتى 10 أعوام بعد إتمام البلوغ. قد يظهر شعر الصدر خلال فترة البلوغ أو بعدها بأعوام، وبعض الرجال قد لا يظهر عندهم.

### تغير الصوت وتفاحة آدم
تنمو الحنجرة تحت تأثير الأندروجين في كلا الجنسين، وبشكل أكثر عند الأولاد، مما يسبب عمقاً وخشونة في جواب واحد، لأن الأحبال الصوتية الأطول يكون لها تردد أساسي أدنى، في العادة، يحصل هذا الأمر فجأة، ونادراً ما يحدث في ليلة وضحاها. قبل البلوغ، تكون الحنجرة عن كلا الجنسين بحجم صغير ومتساوٍ تقريباً. قد يرافق هذا التغير في الصوت أحياناً عدم ثبات في الأصوات في المراحل المبكرة، غالبية التغير في الصوت يحصل بين المرحلة 3-4 من بلوغ الذكر في ذروة فترة البلوغ. يملك الإنسان عادة طبقة صوت بالغة في سنة 15، وبالرغم من ذلك فإن الصوت قد لا يستقر حتى بداية العشرينات. تستمر التغيرات في الصوت عادة حتى ما بعد انتهاء نمو الشعر بأشهر أو أعوام.

## التغيرات في الإناث

### نمو الثدي

رسم توضيحي لمقياس تانر عند الإناث.

العلامة الأولى في بلوغ الفتاة هي كتلة بارزة رقيقة تحت الهالة في واحدة أو كلا الثديين، تحصل عادة في منصف العاشرة من العمر. وتوصف هذه بالمرحلة 2 في مراحل تانر للنمو، (المرحلة 1 هي صدر مسطح، صدر ما قبل البلوغ). وخلال 6-12 شهراً، يبدأ البروز في كلا الجانبين، يصبح أكثر نعومة، ويمكن رؤيته وملاحظته خلف حواف الهالة، وتعتبر هذه المرحلة 3. في المرحلة 4، بعد عام كامل، يقترب الثدي من الوصول إلى الحجم والشكل البالغ، تشكل الهالة والحلمة بروزاً ثانوياً، عند أغلب الفتيات، يختفي هذا البروز عند امتلاء الثدي ونضجه (مرحلة 5)، وبالرغم من أن هنالك أشكالاً وأحجاماً متنوعة للأثداء عند البالغات، فإن المراحل 4 و5 لا يمكن الفصل بينهم أو التمييز بينهم.

### شعر العانة
يعد شعر العانة ثاني تغير ملحوظ في البلوغ، عادة ما يظهر بعد عدة أشهر من بدئ بروز الثدي، ويسمى ب(بدء الشعرة) يمكن ملاحظة هذا الشعر بداية على امتداد الشفران. الشعر الأول يوصف بمرحلة تانر 2. يتم الوصول إلى المرحلة 3 بعد 6-12 شهراً، عندما يصبح الشعر كثيفاً جداً ولا يمكن عده ويبرز على جبل العانة كذلك. تشير المرحلة 5 إلى انتشار الشعر إلى الفخذين وأحياناً إلى البطن وقد يصل إلى السرة. يظهر شعر العانة قبل بروز الثدي عند 15% من الفتيات.

### المهبل، الرحم، المبيض
يغطي الكيراتين جلد العجان بسبب تأثير الإستروجين، مما يزيد قدرته على مقاومة العدوى. ويتغير كذلك السطح المخاطي للمهبل رداً على زيادة مستويات الإستروجين، فيصبح أسمك ويميل إلى اللون الوردي (مقارنة باللون الأحمر للسطح قبل البلوغ). يتغير السطح المخاطي إلى بنية عديدة الطبقات مع طبقة سطحية من الخلايا الحرشفية، يزيد الإستروجين الغلايكوجين الموجود في النسيج الطلائي المهبلي، الذي يلعب دوراً هاماً في المستقبل للحفاظ على
حامضية المهبل. إفرازات مائلة للأبيض (علمياً :'ثر أبيض') هي أعراض طبيعية للإستروجين. في العامين اللاحقين من بدء بروز الثدي، يزيد حجم الرحم والمبيض والجراب في المبيض، يملك المبيض عادةً أكياساً جرابية ظاهرة بالأمواج فوق الصوتية. قبل البلوغ، تكون نسبة طول الرحم لعنق الرحم 1:1 وتزيد بعدها إلى 2:1 وعند اكتمال البلوغ يصل إلى 3:1.

### الخصوبة والحيض
أول نزول لدم الحيض يسمى ببدء الإحاضة ويحصل غالباً بعد عامين من بدء بروز الثدي. متوسط عمر بدء الإحاضة هو 12.5 في الولايات المتحدة. تختبر أغلب الفتيات في الولايات المتحدة الحيض في عمر 11 أو 12 أو 13، ويحصل عند بعضهن قبل ال 11 وبعضهن بعد ال14. في الحقيقة، أي زمن بين عمر 8 إلى 16 سنة هو أمر طبيعي، ففي كندا، متوسط عمر بدء الإحاضة هو 12.72. وفي المملكة المتحدة سن الإحاضة هو 12.9. الفترة بين دورات الحيض لا تكون مستقرة في العامين الأولين بعد بدء الحيض. الإباضة ضرورية في الخصوبة، ويمكن أن تصاحب دورات الحيض ويمكن أن لا تصاحبها. عند الفتيات اللواتي حضن، تكون 80% من حيضاتهن بلا بويضات في عامهن الأول، 50% في العام الثالث، و10% في العام السادس. بدء الإباضة بعد الحيض ليس أمراً حتمياً. نسبة عالية من الفتيات لديهن دورات حيض غير منتظمة لعدة سنوات بعد بدء الحيض واستمرارية في عدم الانتظام وعدم الإباضة، وهن على خطر أعلى للتعرض لقلة الخصوبة.

### شكل الجسم وتوزيع الدهن وتكوين الجسم
خلال هذه الفترة، وفي الرد على ارتفاع هرمون الإستروجين، يتسع النصف السفلي من الحوض والورك(لتوفر قناة ولادة أوسع). الأنسجة الدهنية تزيد لتشكل نسبة أعلى من تكوين الجسم منه عند الذكور، خاصة في التوزيع الطبيعي للدهون عند الأنثى في الصدر والورك والمؤخرة والفخذ والجزء العلوي من الساعد والعانة. الاختلاف المستمر في توزيع الدهون في جسم الأنثى بالإضافة إلى اختلاف نمو العظام يؤدي بالنهاية إلى شكل جسم الأنثى المعتاد. في المعدل، تمتلك النساء 6% من دهون الجسم أكثر من الرجال.

### رائحة الجسم وحب الشباب
قد يؤدي ارتفاع مستويات الأندروجينات إلى تغير تركيب الحموض الدهنية في العرق، مما يؤدي إلى ظهور رائحة الجسم المرتبطة بالبالغين، وغالبا ما يتبع هذا الأمر بروز الثدي بعام أو أكثر، ومن الآثار الأخرى للأندروجين هو إلى زيادة إفراز الزيوت (الزهم) من البشرة وهو ما يؤدي إلى ظهور كميات مختلفة من حب الشباب، وهي حالة جلدية تعد من خصائص مرحلة البلوغ. وتختلف شدة حب الشباب اختلافا كبيرا من شخصٍ لآخر.

### الآثار الشكلية للتغيرات الهرمونية
عند الفتيات، يسبب الإستراديول (الهرمون الجنسي الأنثوي الرئيسي) سماكة في الشفاه وفي أنسجة الفم والأسنان، بالإضافة إلى زيادة نمو الفرج. أما في الفرج والمهبل، فيسبب الإستراديول سماكة للجلد (تكوننسيج طلائي حرشفي طبقي) وللطبقة العضلية الطلائية والعضلات الملساء للمهبل. يسبب الإستراديول عادة نمواً في أكثر فيالشفران الصغيران وأقل في الشفران الكبيران.
الإستراديول مسؤول كذلك عن إنتاج فيلوميلانين مسبباً اللون الأحمر للشفاه، الشفرين الصغيرين وأحياناً للشفرين الكبيرين. يسبب الإستراديول مع هرمونات ستيرويدية أخرى اغمقاقاً في لون هالة الحلمة.
التيستوستيرون يؤدي إلى زيادة حجم البظر وقد يكون له تأثيراً مهماً في نمو ونضج بصلة دهليز المهبل، والجسم الكهفي للمهبل، وإسفنجة الرحم.
تبدأ التغيرات في الفرج بفعل الإستراديول وكذلك يظهر تأثيرها المباشر على عمل المسالك البولية السفلية.

## وصلات خارجية
- النمو الجنسي: أطلس عالمي (بالإنجليزية)
- البلوغ عند الفتيات (بالعربية)
- البلوغ عند الفتيان: مراحل تانر (بالإنجليزية)
- معلومات مفصلة حول نمو الثدي خلال البلوغ (بالإنجليزية)